# Meckelova chrupavka

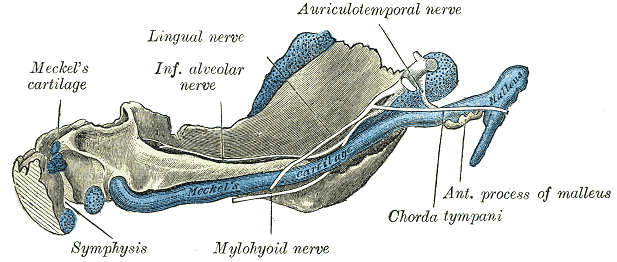
Vyvíjející se lidská dolní čelist: patrné jsou dermální kosti, uvnitř nich je modře vyznačený pruh zakrnělé Meckelovy chrupavky

Meckelova chrupavka, též mandibulare, je významná struktura v hlavové části obratlovců, která vzniká přeměnou spodní (ventrální) části mandibulárního (1.) žaberního oblouku. U většiny čelistnatců z Meckelovy chrupavky vzniká kost spodní čelisti, tzv. articulare. U savců se dolní čelist vytváří jinak (z kosti dentare), Meckelova chrupavka se z velké části vůbec nemění na kost a postupně ji obklopí dermální kosti – pouze jedna její část se přeměňuje na kladívko (malleus) ve středním uchu.